# Енчантед-Оукс (Техас)
Енчантед-Оукс (англ. Enchanted Oaks) — місто (англ. town) в США, в окрузі Гендерсон штату Техас. Населення — 347 осіб (2020).

## Географія
Енчантед-Оукс розташований за координатами 32°16′0″ пн. ш. 96°6′32″ зх. д. / 32.26667° пн. ш. 96.10889° зх. д. (32.266600, -96.108989).  За даними Бюро перепису населення США в 2010 році місто мало площу 1,02 км², уся площа — суходіл.

## Демографія
Згідно з переписом 2010 року, у місті мешкало 326 осіб у 159 домогосподарствах у складі 106 родин. Густота населення становила 318 осіб/км².  Було 272 помешкання (266/км²).
Расовий склад населення:
| - 95,4 % — білих - 1,5 % — корінних американців - 0,3 % — чорних або афроамериканців |

До двох чи більше рас належало 2,5 %. Частка іспаномовних становила 7,4 % від усіх жителів.
За віковим діапазоном населення розподілялося таким чином: 14,4 % — особи молодші 18 років, 45,4 % — особи у віці 18—64 років, 40,2 % — особи у віці 65 років та старші. Медіана віку мешканця становила 60,6 року. На 100 осіб жіночої статі у місті припадало 78,1 чоловіків;  на 100 жінок у віці від 18 років та старших — 78,8 чоловіків також старших 18 років.
Середній дохід на одне домашнє господарство  становив 90 871 долар США (медіана — 73 125), а середній дохід на одну сім'ю — 102 519 доларів (медіана — 79 750). За межею бідності перебувало 3,2 % осіб, у тому числі 0,0 % дітей у віці до 18 років та 1,8 % осіб у віці 65 років та старших.
Цивільне працевлаштоване населення становило 156 осіб. Основні галузі зайнятості: освіта, охорона здоров'я та соціальна допомога — 23,7 %, науковці, спеціалісти, менеджери — 14,7 %, фінанси, страхування та нерухомість — 12,8 %.